# Кенія на літніх Олімпійських іграх 1964
Кенія на літніх Олімпійських іграх 1964 року в Токіо була представлена 37 спортсменами (усі чоловіки) у 5 видах спорту: легка атлетика, бокс, хокей на траві, вітрильний спорт та стрільба.
Країна втретє брала участь у літніх Олімпійських іграх. Кенійські олімпійці здобули одну бронзову медаль. Вона стала першою олімпійською нагородою в історії країни. У неофіційному заліку Кенія зайняла 35 загальнокомандне місце.

## Медалісти
| Медаль | Спортсмен       | Вид спорту     | Дисципліна      |
| ------ | --------------- | -------------- | --------------- |
| Бронза | Вілсон Кіпругут | Легка атлетика | 800 м, чоловіки |

## Бокс
| Спортсмен      | Категорія  | 1/64                        | 1/32                        | 1/16                      | Чвертьфінал        | Півфінал           | Фінал              | Місце |
| Спортсмен      | Категорія  | Суперник Результат          | Суперник Результат          | Суперник Результат        | Суперник Результат | Суперник Результат | Суперник Результат | Місце |
| -------------- | ---------- | --------------------------- | --------------------------- | ------------------------- | ------------------ | ------------------ | ------------------ | ----- |
| Джон Камау     | до 51 кг   | Bye                         | Тібор Папп (HUN) W 3:2      | Артур Олех (POL) L 0:5    | не пройшов         | не пройшов         | не пройшов         | 9     |
| Філіп Варуїнге | до 57 кг   | Bye                         | Альфонсо Фразер (PAN) W RSC | Гайнц Шульц (EUA) L 0:5   | не пройшов         | не пройшов         | не пройшов         | 9     |
| Алекс Оундо    | до 60 кг   | Bye                         | Бруно Аркарі (ITA) W RSC    | Юзеф Грудзень (POL) L 0:5 | не пройшов         | не пройшов         | не пройшов         | 9     |
| Джон Олулу     | до 63,5 кг | Едуардо Сасуета (MEX) W 5:0 | Владимир Кучера (TCH) L 0:5 | не пройшов                | не пройшов         | не пройшов         | не пройшов         | 17    |
| Джон Олулу     | до 67 кг   | Bye                         | Гічере Гакунгу (NGR) L 2:3  | не пройшов                | не пройшов         | не пройшов         | не пройшов         | 17    |

## Вітрильний спорт
| Спортсмен | Клас | Заплив | Заплив | Заплив | Заплив | Заплив | Заплив | Заплив | Сума балів | Місце |
| Спортсмен | Клас | 1      | 2      | 3      | 4      | 5      | 6      | 7      | Сума балів | Місце |
| --------- | ---- | ------ | ------ | ------ | ------ | ------ | ------ | ------ | ---------- | ----- |
| Пітер Кук | Фінн | 13     | 12     | 24     | 28     | 28     | 26     | 26     | 1867       | 24    |

## Легка атлетика
Трекові та шосейні дисципліни
| Спортсмен         | Дисципліна                     | Гіт       | Гіт   | Чвертьфінал | Чвертьфінал | Півфінал   | Півфінал   | Фінал        | Фінал        |
| Спортсмен         | Дисципліна                     | Результат | Місце | Результат   | Місце       | Результат  | Місце      | Результат    | Місце        |
| ----------------- | ------------------------------ | --------- | ----- | ----------- | ----------- | ---------- | ---------- | ------------ | ------------ |
| Джон Овіті        | 100 м, чоловіки                | 10.6      | 3 Q   | 10.6        | 7           | не пройшов | не пройшов | не пройшов   | не пройшов   |
| Серафіно Антао    | 100 м, чоловіки                | 10.7      | 4     | не пройшов  | не пройшов  | не пройшов | не пройшов | не пройшов   | не пройшов   |
| Серафіно Антао    | 200 м, чоловіки                | 21.5      | 2 Q   | 22.1        | 8           | не пройшов | не пройшов | не пройшов   | не пройшов   |
| Вілсон Кіпругут   | 400 м, чоловіки                | 47.1      | 2 Q   | 47.7        | 7           | не пройшов | не пройшов | не пройшов   | не пройшов   |
| Вілсон Кіпругут   | 800 м, чоловіки                | 1:47.8    | 1 Q   | Н/Д         | Н/Д         | 1:46.1 OR  | 1 Q        | 1:45.9       | 3            |
| Пітер Френсіс     | 800 м, чоловіки                | 1:50.1    | 5     | Н/Д         | Н/Д         | не пройшов | не пройшов | не пройшов   | не пройшов   |
| Кіпчоге Кейно     | 1500 м, чоловіки               | 3:45.8    | 1 Q   | Н/Д         | Н/Д         | 3:41.9     | 5          | не пройшов   | не пройшов   |
| Кіпчоге Кейно     | 5000 м, чоловіки               | 13:49.6   | 2 Q   | Н/Д         | Н/Д         | Н/Д        | Н/Д        | 13:50.4      | 5            |
| Нафталі Тему      | 10000 м, чоловіки              | Н/Д       | Н/Д   | Н/Д         | Н/Д         | Н/Д        | Н/Д        | не фінішував | не фінішував |
| Хризантус Ньяквао | марафон, чоловіки              | Н/Д       | Н/Д   | Н/Д         | Н/Д         | Н/Д        | Н/Д        | 2:38:38.6    | 45           |
| Нафталі Тему      | марафон, чоловіки              | Н/Д       | Н/Д   | Н/Д         | Н/Д         | Н/Д        | Н/Д        | 2:40:46.6    | 49           |
| Ендрю Сої         | марафон, чоловіки              | Н/Д       | Н/Д   | Н/Д         | Н/Д         | Н/Д        | Н/Д        | не фінішував | не фінішував |
| Кімару Сонгок     | 400 м з бар'єрами, чоловіки    | 54.5      | 7     | Н/Д         | Н/Д         | не пройшов | не пройшов | не пройшов   | не пройшов   |
| Бенджамін Коґо    | 3000 м з перешкодами, чоловіки | 8:51.0    | 5     | Н/Д         | Н/Д         | Н/Д        | Н/Д        | не пройшов   | не пройшов   |

Десятиборство
| Дисципліни          | Коеч Кіпроп | Коеч Кіпроп | Коеч Кіпроп | Коеч Кіпроп   | Коеч Кіпроп    |
| Дисципліни          | Результат   | Бали        | Місце       | Загальний бал | Загальне місце |
| ------------------- | ----------- | ----------- | ----------- | ------------- | -------------- |
| 100 м               | 11.7 с      | 643         | 21          | 643           | 21             |
| Стрибки у довжину   | 6.50 м      | 715         | 17          | 1358          | 20             |
| Метання ядра        | 6.50 м      | 715         | 17          | 1758          | 21             |
| Стрибки у висоту    | 1.87 м      | 743         | 6           | 2601          | 19             |
| 400 м               | 52.8 с      | 687         | 20          | 3288          | 19             |
| 110 м з бар'єрами   | 15.1 с      | 837         | 7           | 4125          | 17             |
| Метання диску       | 33.07 м     | 542         | 18          | 4667          | 18             |
| Стрибки з жердиною  | 4.05 м      | 820         | 11          | 5487          | 17             |
| Метання списа       | 55.54 м     | 705         | 12          | 6192          | 16             |
| 1500 м              | 4:41.6 с    | 515         | 12          | 6707          | 17             |
| Фінальний результат |             |             |             | 6707          | 17             |

## Стрільба
| Спортсмен          | Дисципліна                           | Фінал     | Фінал |
| Спортсмен          | Дисципліна                           | Результат | Місце |
| ------------------ | ------------------------------------ | --------- | ----- |
| Леонард Булл       | швидкісний пістолет, 25 м            | 553       | 44    |
| Алан Гандфорд-Райс | швидкісний пістолет, 25 м            | 515       | 51    |
| Майкл Горнер       | пістолет, 50 м                       | 524       | 36    |
| Ніл Вернон-Робертс | малокаліберна гвинтівка лежачи, 50 м | 570       | 71    |

## Хокей на траві
Груповий турнір
Група А
| Поз | Команда         | І | В | Н | П | ГЗ | ГП | РГ  | О  | Кваліфікація          |
| --- | --------------- | - | - | - | - | -- | -- | --- | -- | --------------------- |
| 1   | Пакистан        | 6 | 6 | 0 | 0 | 17 | 3  | +14 | 12 | Півфінали             |
| 2   | Австралія       | 6 | 4 | 0 | 2 | 16 | 5  | +11 | 8  | Півфінали             |
| 3   | Кенія           | 6 | 3 | 1 | 2 | 7  | 9  | −2  | 7  | Змагання за 5-8 місця |
| 4   | Японія (H)      | 6 | 3 | 0 | 3 | 6  | 6  | 0   | 6  | Змагання за 5-8 місця |
| 5   | Велика Британія | 6 | 2 | 0 | 4 | 5  | 12 | −7  | 4  |                       |
| 6   | Родезія         | 6 | 1 | 1 | 4 | 4  | 16 | −12 | 3  |                       |
| 7   | Нова Зеландія   | 6 | 1 | 0 | 5 | 6  | 10 | −4  | 2  |                       |

| 11 жовтня 1964 |     |         |  |
| Кенія          | 0–0 | Родезія |  |
|                |     |         |  |

| 12 жовтня 1964 |     |       |  |
| Пакистан       | 5–2 | Кенія |  |
|                |     |       |  |

| 13 жовтня 1964 |     |               |  |
| Кенія          | 3–2 | Нова Зеландія |  |
|                |     |               |  |

| 15 жовтня 1964 |     |           |  |
| Кенія          | 1–0 | Австралія |  |
|                |     |           |  |

| 16 жовтня 1964 |     |        |  |
| Кенія          | 0–2 | Японія |  |
|                |     |        |  |

| 18 жовтня 1964  |     |       |  |
| Велика Британія | 0–1 | Кенія |  |
|                 |     |       |  |

Змагання за 5-8 місця
| 21 жовтня 1964 |          |            |  |
| Кенія          | 3–1 (ДЧ) | Нідерланди |  |
|                |          |            |  |

| 22 жовтня 1964 |     |           |  |
| Кенія          | 0–3 | Німеччина |  |
|                |     |           |  |

Результат: Збірна Кенії з хокею на траві зайняла 6-е місце